# Klein Grünhorn
Il Klein Grünhorn (3.913 m s.l.m.) è una montagna delle Alpi Bernesi. Si trova nello svizzero Canton Vallese.

## Toponimo
Il nome Klein Grünhorn significa Piccolo Grünhorn e lo distingue dal vicino Grünhorn (che viene anche detto Gross Grünhorn).